# Mediodactylus oertzeni
Mediodactylus oertzeni es una especie de geco del género Mediodactylus, familia Gekkonidae, orden Squamata. Fue descrita científicamente por Boettger en 1888.

## Distribución
Se distribuye por Grecia, en el archipiélago de Dodecaneso.

## Sinonimia
- Gymnodactylus kotschyi unicolor Wettstein, 1937.[2]